# Hansi Mandoki
Hans-Erik (Hansi) Mandoki, född 6 februari 1952 i Stockholm, är en svensk inspelningsledare, manusförfattare och filmproducent.  

## Filmmanus (i urval)
- 1995 – När alla vet

## Producent i urval
- 1995 – När alla vet